# Om comú
L'Ulmus minor, anomenat popularment om, aumiser, um, olm o orm, és un arbre caducifoli autòcton dels Països Catalans d'uns 10-30 metres d'alçada.

## Descripció
Té una capçada densa, feta d'unes branques llargues i molt verticals però amb els branquillons disposats horitzontalment.
Les fulles de l'om són aspres, normalment no sobrepassen els 10 centímetres de llargada, tenen una forma oval acabada en punta, són dentades i un poc asimètriques (respecte al nervi principal de la fulla).
La flor és petita, poc vistent i de color vermellós i verd. Floreix a l'hivern de febrer a abril. El fruit és una sàmara que madura a l'abril quan encara les fulles no han brotat, és sec i alat i d'uns 1 o 2 centímetres.

## Ecologia
És una espècie amb requeriments de llum força alts (pionera). La disseminació de la seva llavor pel vent està d'acord amb aquest caràcter pioner. Vol terrenys profunds i fèrtils, amb cert requeriment d'humitat. La naturalesa química del sòl és indiferent. Viu en altituds fins a 1.500 m, i resisteix bé el fred.
Els oms estan força afectats per la malaltia de la grafiosi. No obstant en algunes regions del nostre país, com a certs indrets de la Garrotxa, hi ha una afectació baixa

## Localització
És originari de l'Europa del sud, però també habita l'Àsia Menor i a la Gran Bretanya. En el clima mediterrani l'om creix a la muntanya mitjana també creix a la terra baixa però sempre vora els rius formant boscos de ribera. L'om forma omedes on generalment és acompanyat pel freixe, l'àlber, el salze i altres arbres característics de les comunitats de ribera.
Als Països Catalans hi ha omedes al País Valencià, a Catalunya i a la Franja. A les Illes Balears només se'l troba de manera natural a la localitat mallorquina de Puigpunyent.

## Subespècies i varietats de l'Ulmus minor
- Ulmus minor angustifolia
- Ulmus minor minor
- Ulmus minor sarniensis
- Ulmus minor var. plotii

## Utilització
La fusta d'om te valor, i s'utilitza en fusteria i ebenisteria. És dura i té tenacitat, amb densitat 0.60-0.85, elàstica, difícil de partir, i fàcil de treballar, fina, amb poca albeca groguenca i duramen rogenc, amb anells anuals ben marcats.

## Imatges

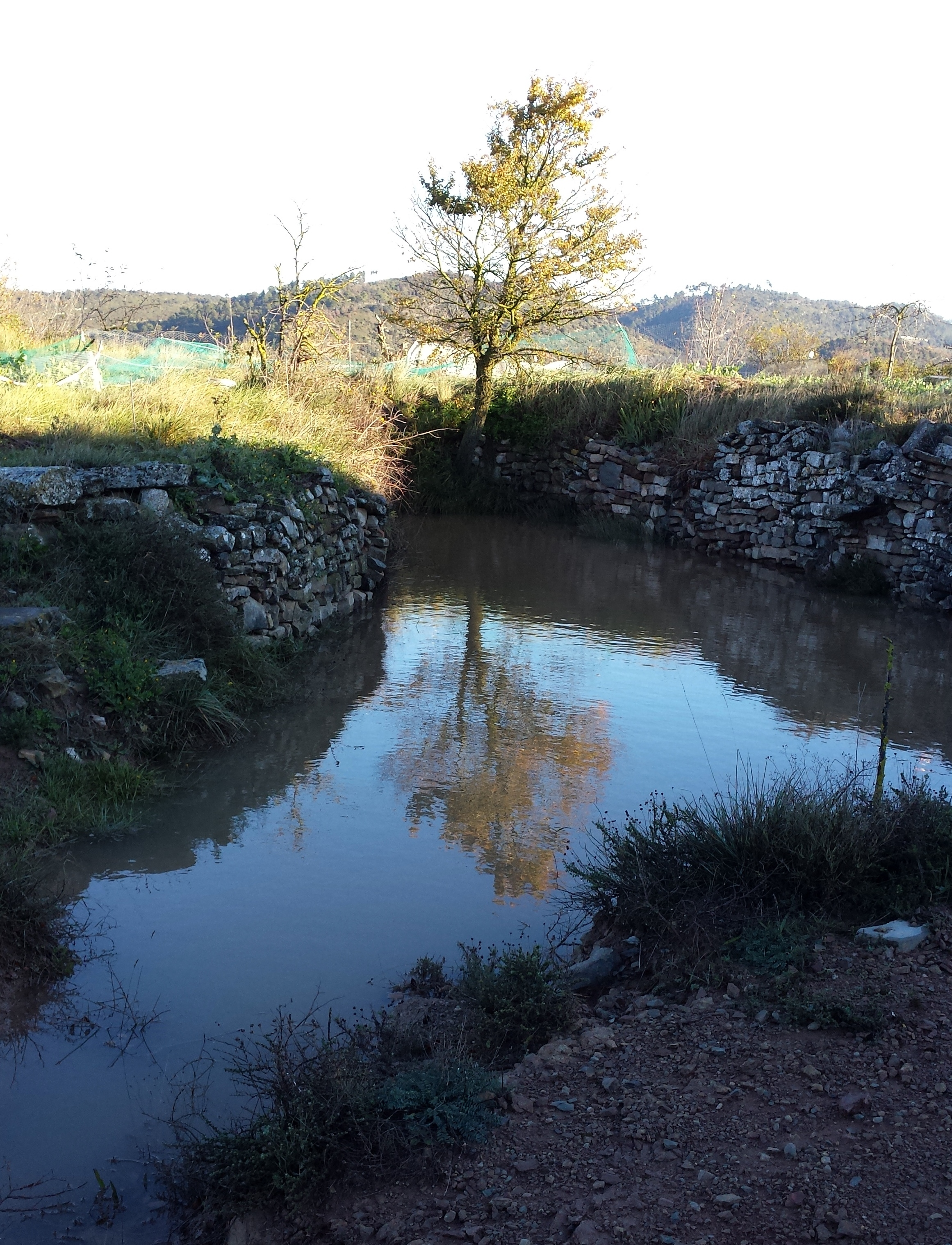
Om comú, a la tardor, reflectit en una bassa a Castelltallat
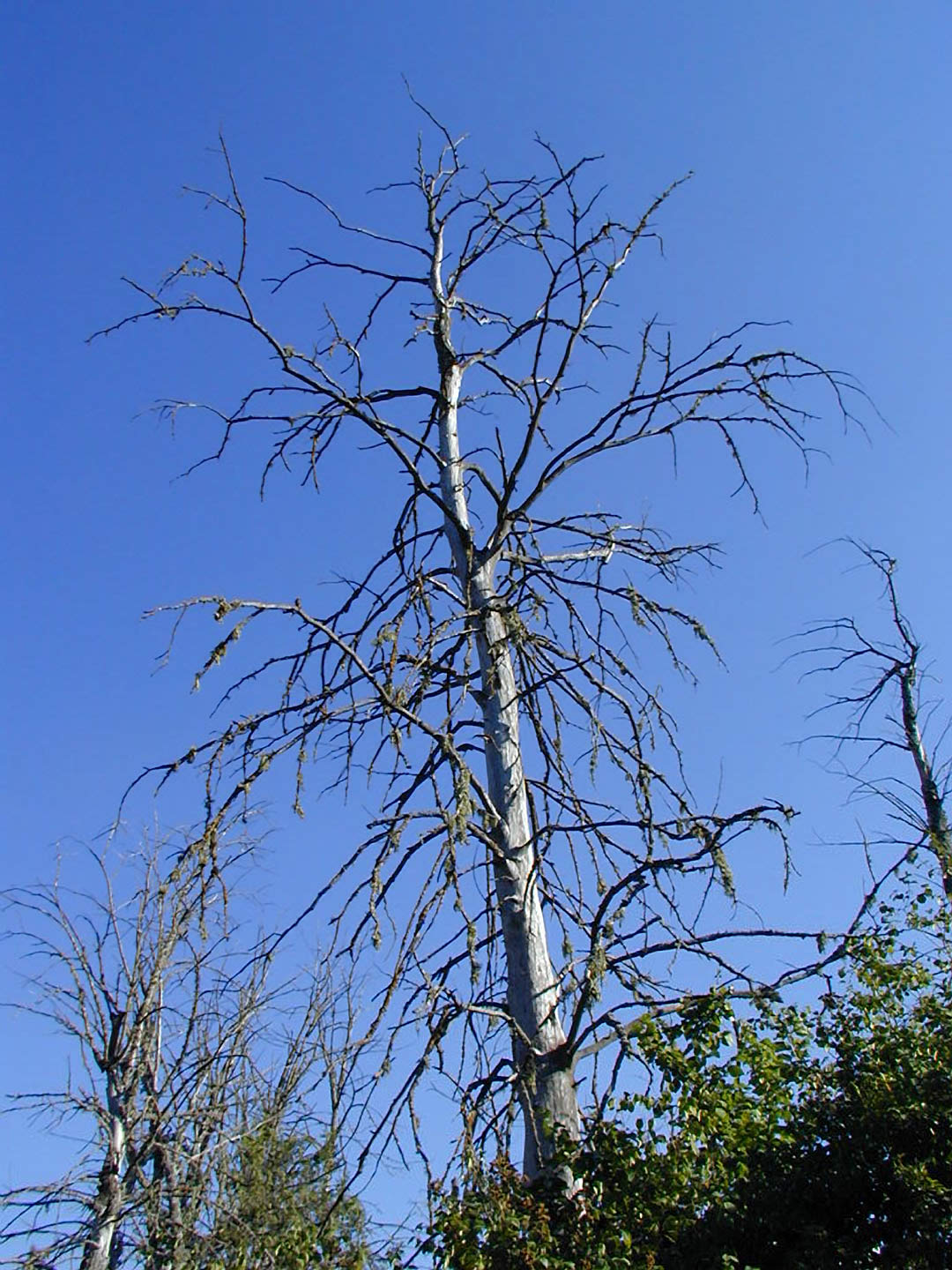
Om atacat per la grafiosi
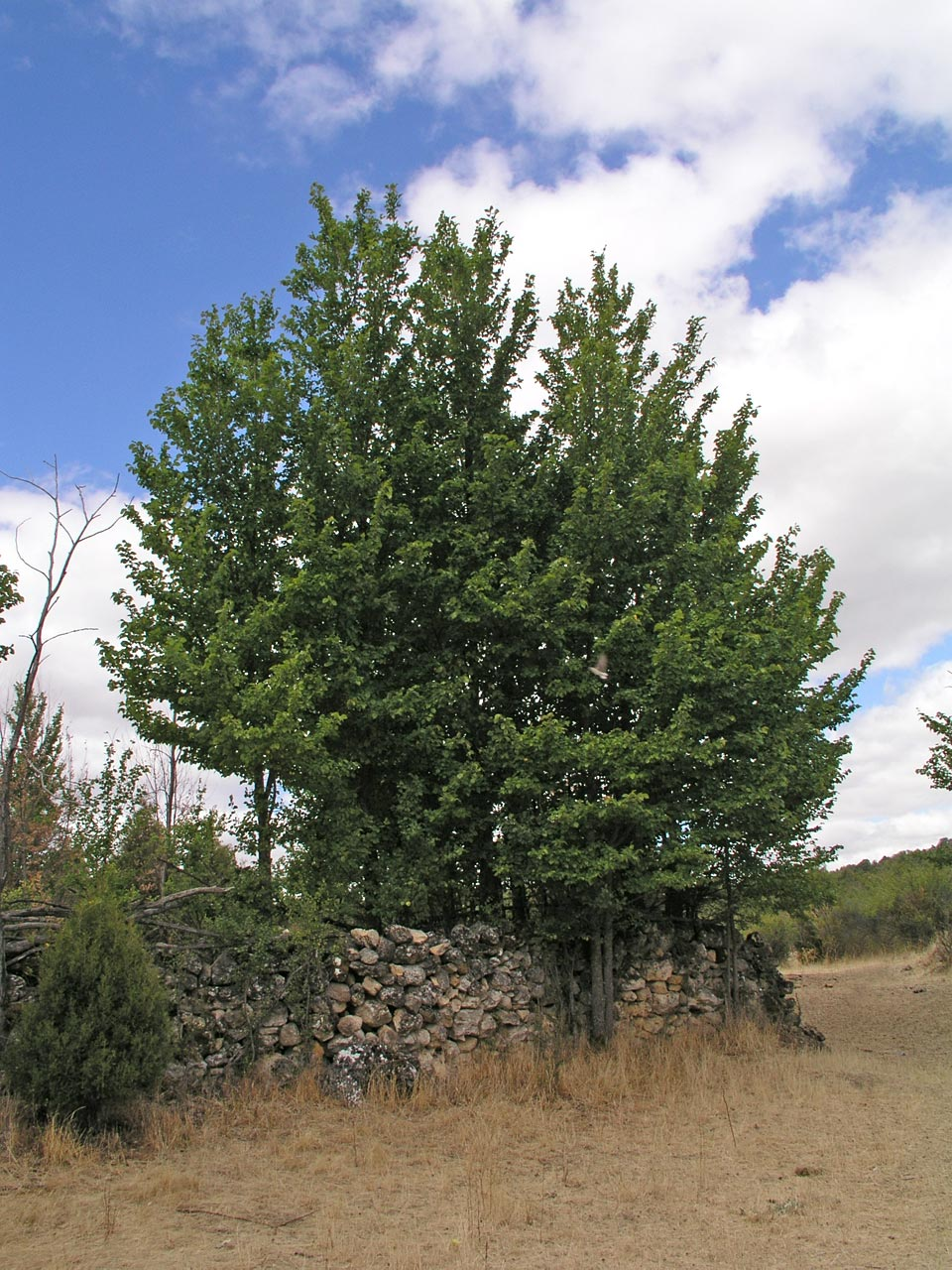
Peus joves d'om a Pràdena de la Sierra (Segòvia)
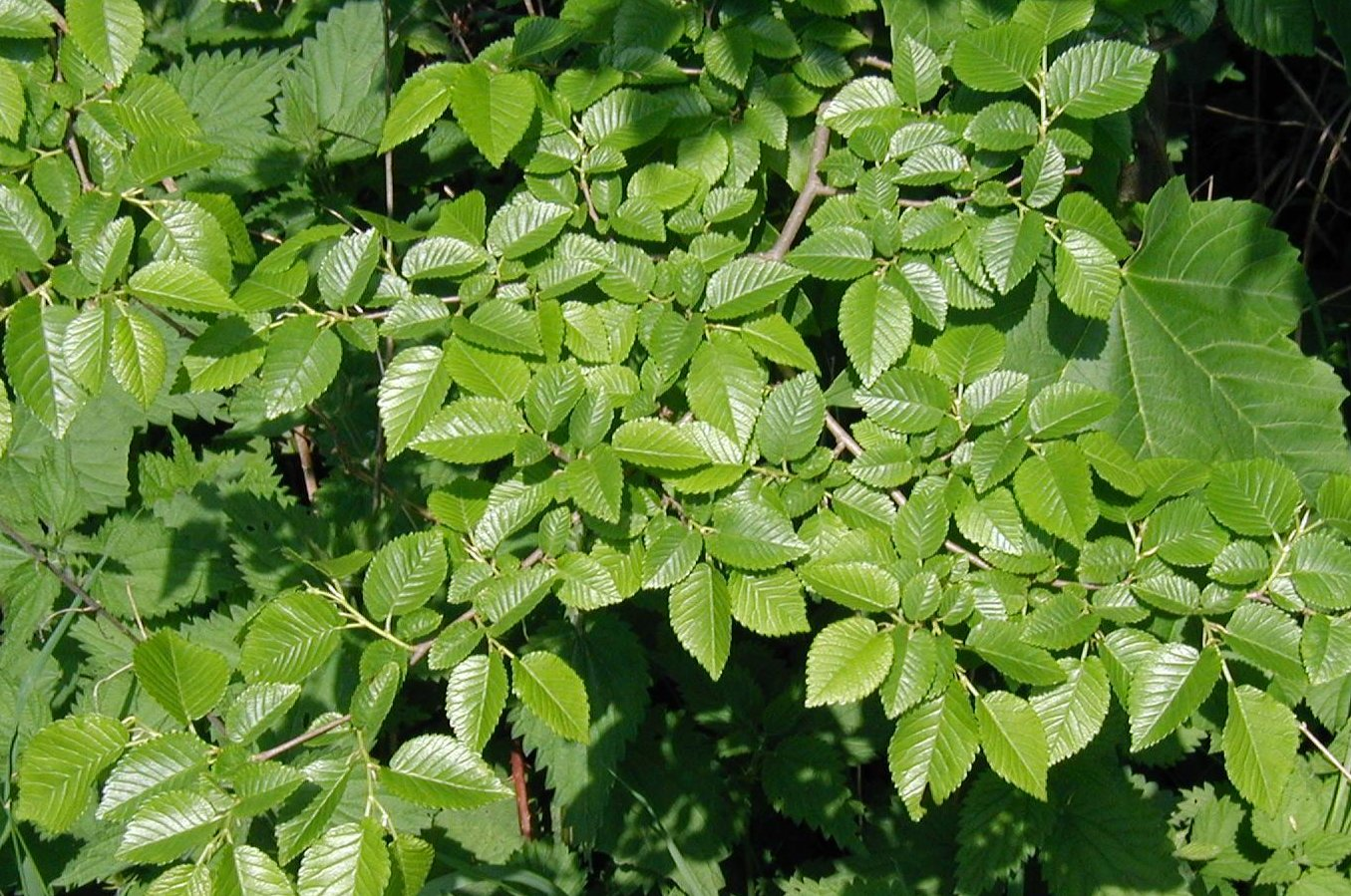
Fullatge de l'Ulmus minor
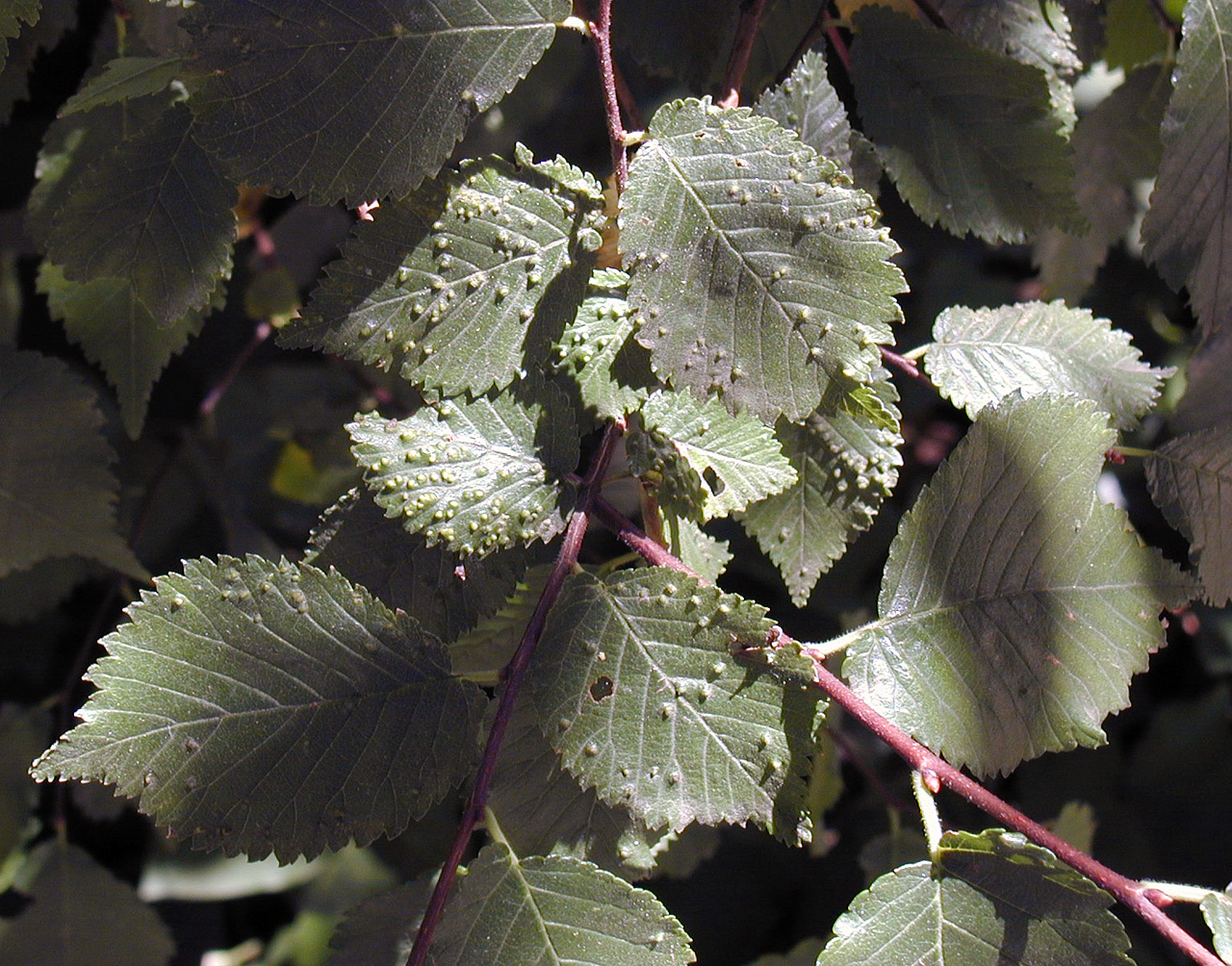
Om amb unes gal·les de l'espècie Eriphyes ulmicola
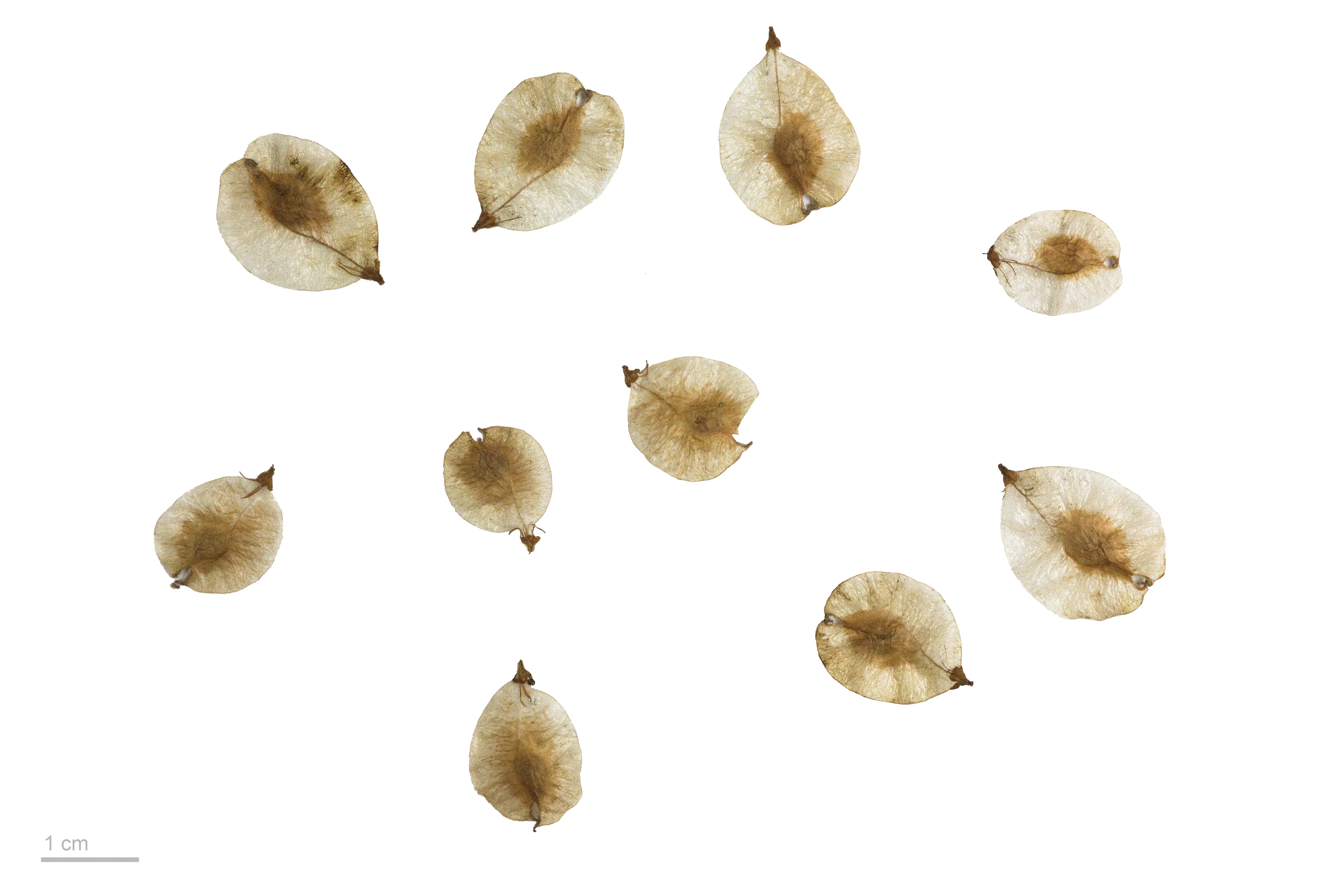
Llavors